# NGC 7217
NGC 7217 est une galaxie spirale à anneaux, relativement rapprochée et située dans la constellation de Pégase. Sa vitesse par rapport au fond diffus cosmologique est de 626 ± 23 km/s, ce qui correspond à une distance de Hubble de 9,2 ± 0,7 Mpc (∼30 millions d'al). NGC 7217 a été découverte par l'astronome germano-britannique William Herschel en 1784.
La classe de luminosité de NGC 7217 est I-II et elle présente une large raie HI. De plus, elle est une galaxie active de type Seyfert 3 et une galaxie LINER, c'est-à-dire une galaxie dont le noyau présente un spectre d'émission caractérisé par de larges raies d'atomes faiblement ionisés,.
NGC 7217 est une galaxie du champ, c'est-à-dire qu'elle n'appartient pas à un amas ou un groupe et qu'elle est donc gravitationnellement isolée.
NGC 7217 a été utilisée par Gérard de Vaucouleurs dans son atlas de galaxies comme exemple de galaxie de type morphologique (R)SA(r)ab.
À ce jour, neuf mesures non basées sur le décalage vers le rouge (redshift) donnent une distance de 18,478 ± 2,735 Mpc (∼60,3 millions d'al), ce qui est à l'extérieur des valeurs de la distance de Hubble.

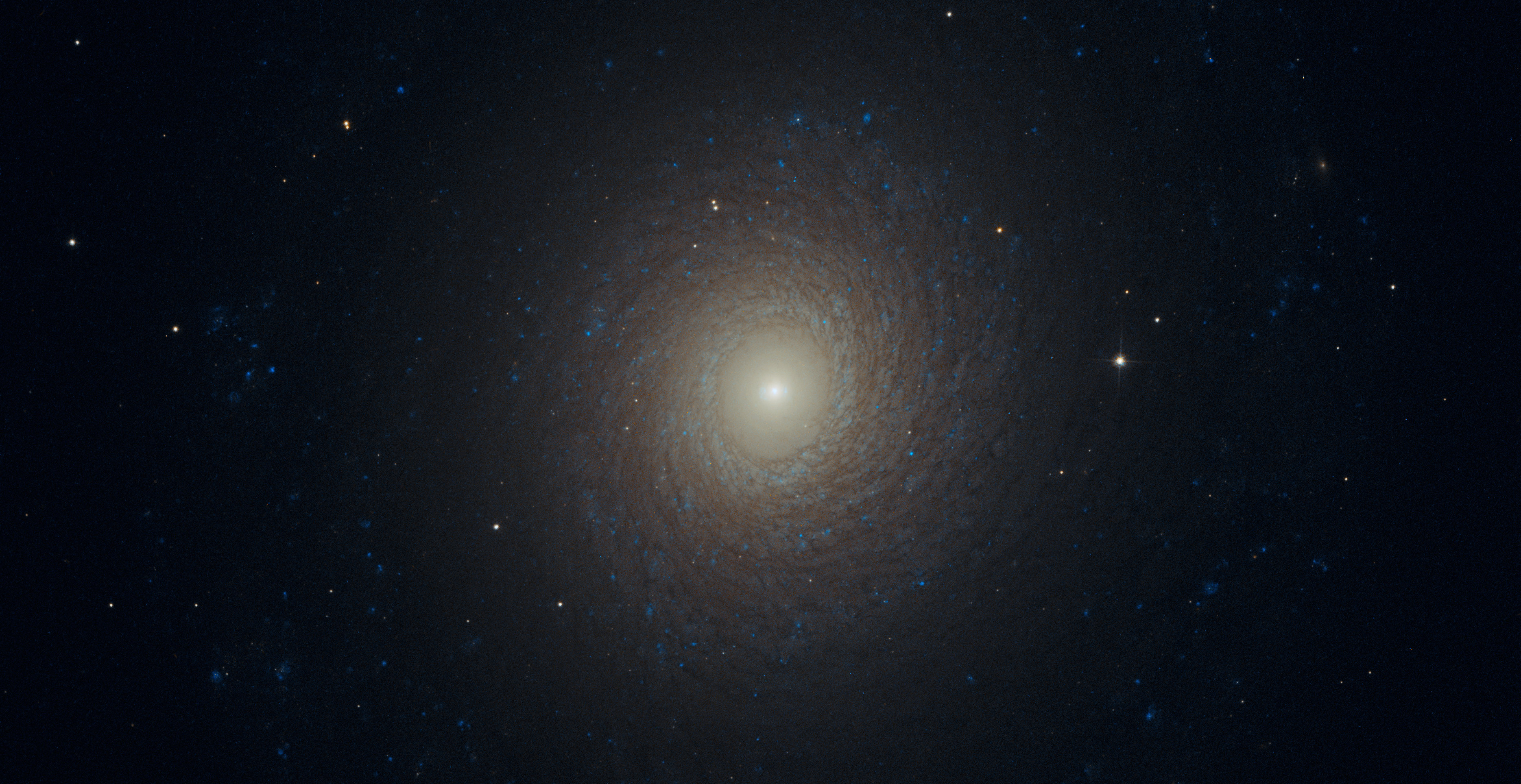
NGC 7217 à partir des données du télescope spatial Hubble (traitement des données par Judy Schmidt).

## Caractéristiques morphologiques
NGC 7217 est une galaxie pauvre en hydrogène neutre et qui présente des anneaux concentriques autour d'un large bulbe galactique,. On y décèle principalement trois anneaux, le plus grand étant l'anneau extérieur bleuté, qui abrite environ les deux tiers de la masse totale de H I de la galaxie et qui possède une émission Hα plus intense que le disque principal. D'autres caractéristiques physiques notables sont la présence de plusieurs étoiles ayant des orbites rétrogrades ainsi que de deux populations stellaires distinctes,.  Un disque gazeux interne incliné sur une orbite polaire y a aussi été détecté.
Encore à ce jour, on ne connaît pas précisément l'origine de ces caractéristiques morphologiques. On pense cependant qu'ils pourraient être le fruit d'une ou plusieurs fusions de galaxies. Il pourrait également s'agir du résultat d'un phénomène de résonance orbitale particulier.
Grâce aux observations du télescope spatial Hubble, on a détecté autour du noyau de NGC 7217 un disque de poussière où il y a peut-être formation d'étoiles. La taille de son demi-grand axe est estimée à environ 840 pc (∼2 740 al).
Eskridge, Frogel et Pogge ont publié un article en 2002 décrivant la morphologie de 205 galaxies spirales ou lenticulaires rapprochées. Les observations ont été réalisées dans la bande H de l'infrarouge et dans la bande B (le bleu). NGC 7217 présente un noyau brillant intégré dans un bulbe très proéminent et légèrement elliptique. Cette galaxie ne présente aucune trace d'une barre. Le disque de faible luminosité s'étend au-delà du bulbe avec un léger soupçon se structure spirale vaporeuse dans le disque. On constate qu'il y a une structure de bras externe clairement visible dans la bande B, ce qui indique que les bras sont des régions actives de formation d'étoiles plutôt que des bras de poussière.

## Galerie

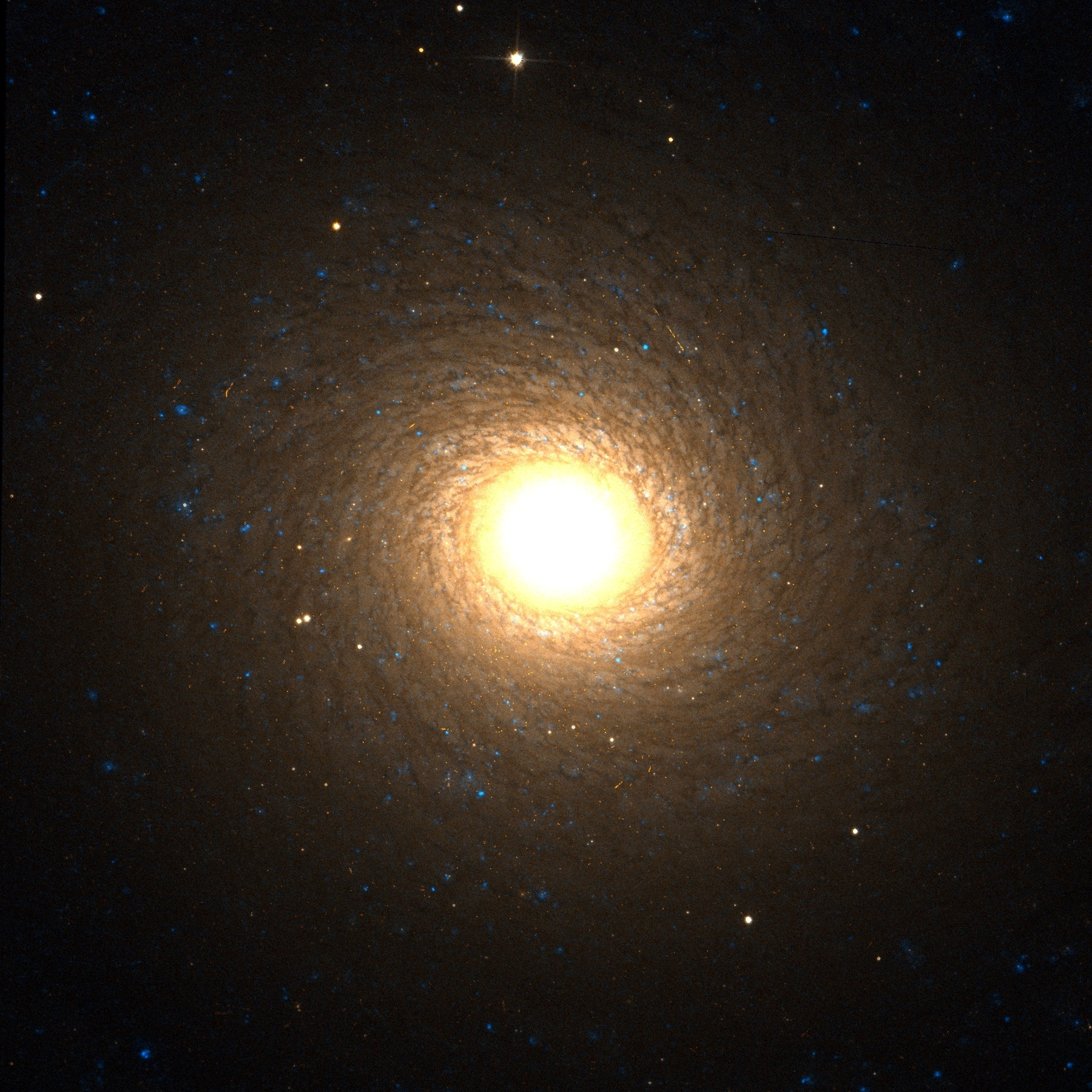
Autre version de NGC 7217 par le télescope spatial Hubble.
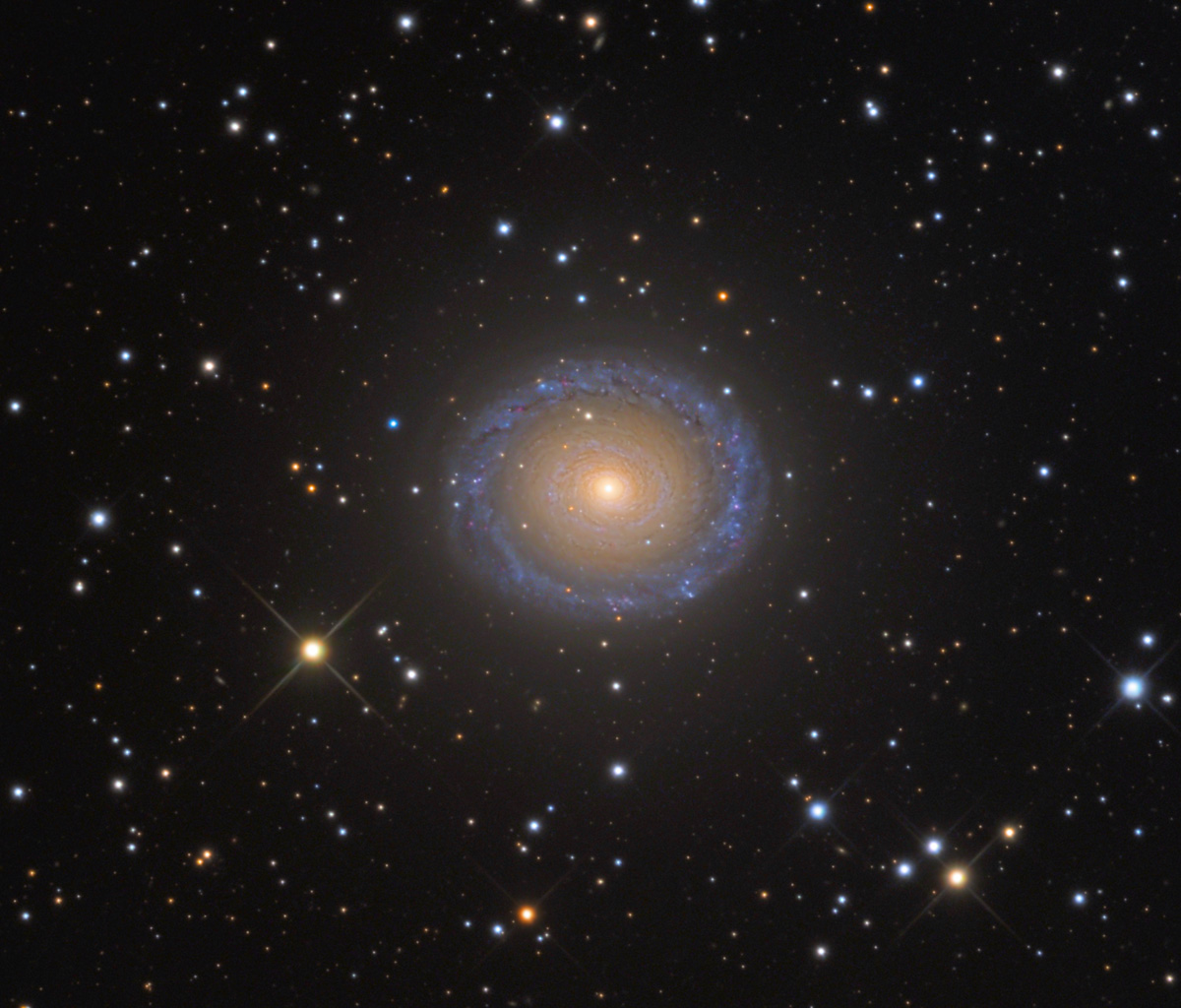
NGC 7217 par Adam Block (Observatoire du mont Lemmon/Université de l'Arizona).
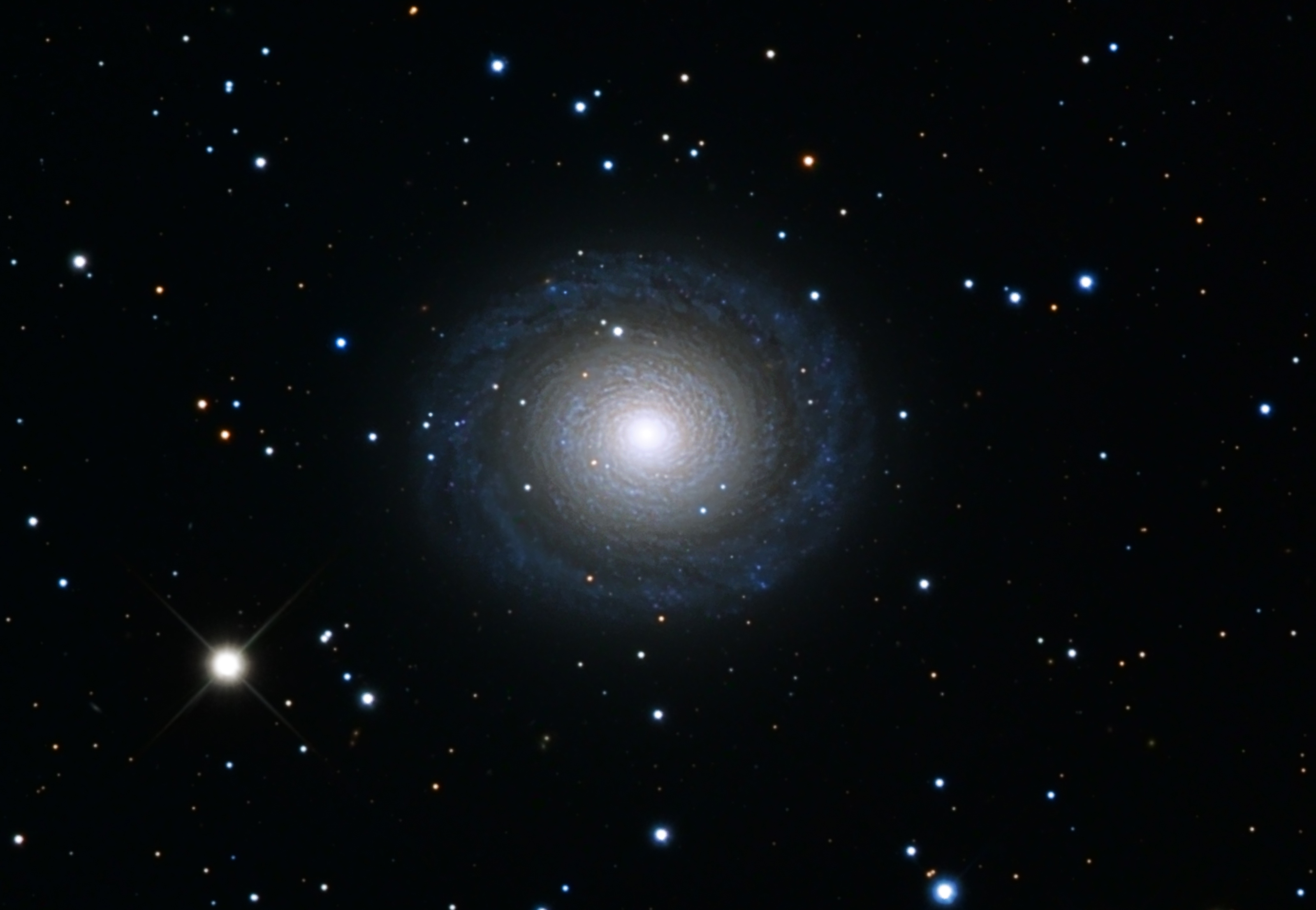
NGC 7217 imagée par un astronome amateur (astrophotographie).